# Gonario II di Torres
Gonario II di Torres, nato Gonario de Lacon-Gunale de Thori (Logudoro, 1110-1114 – Ville-sous-la-Ferté, dopo il 1182), fu giudice di Torres dal 1127 al 1153.
Fu monaco nell'abbazia cistercense di Clairvaux dal 1154
Le vicende della sua vita descritte nel De Miraculis del monaco Erberto (seconda metà del XII secolo) e nel Libellus Judicum Turritanorum (XIII secolo) consentono di tracciare un quadro rappresentativo della storia del XII secolo in Sardegna. È venerato come beato ab immemorabili dalla Chiesa cattolica.

## Biografia

### Nascita
Conosciuto anche come Gonnario, Gunnario e anche Gumarius, era figlio del secondo matrimonio del giudice Costantino I di Torres  membro della casata dei Lacon-Gunale de Thori con Maria de Thori/Zori (dal primo matrimonio) o Marcusa de Gunale (secondo matrimonio).
Sia il Libellus Judicum Turritanorum sia il Pseudocondaghe di Saccargia narrano la storia del giudice Costantino I di Torres e di sua moglie Marcusa che, tristi per la morte di tutti i figli generati entro il primo anno di nascita, si recarono nella basilica di San Gavino di Porto Torres per pregare i Santi Martiri Gavino, Proto e Gianuario affinché potessero avere un erede. Di rientro nella capitale giudicale di Ardara, si fermarono vicino alle rovine di una chiesa (probabilmente la preesistente chiesa di S. Maria) nella villa di Saccargia dove, in sogno, appresero che avrebbero potuto avere il tanto desiderato figlio se avessero costruito in quel luogo un monastero in onore della Santissima Trinità. Decisero pertanto di costruire il monastero e i due sovrani di Torres concepirono Gonario.
Diversi e contrastanti documenti fanno riferimento alla data di nascita di Gonario, la quale non si può fissare con esattezza ma all'interno di un periodo che va dal 1110-1114.

### Il giovane erede

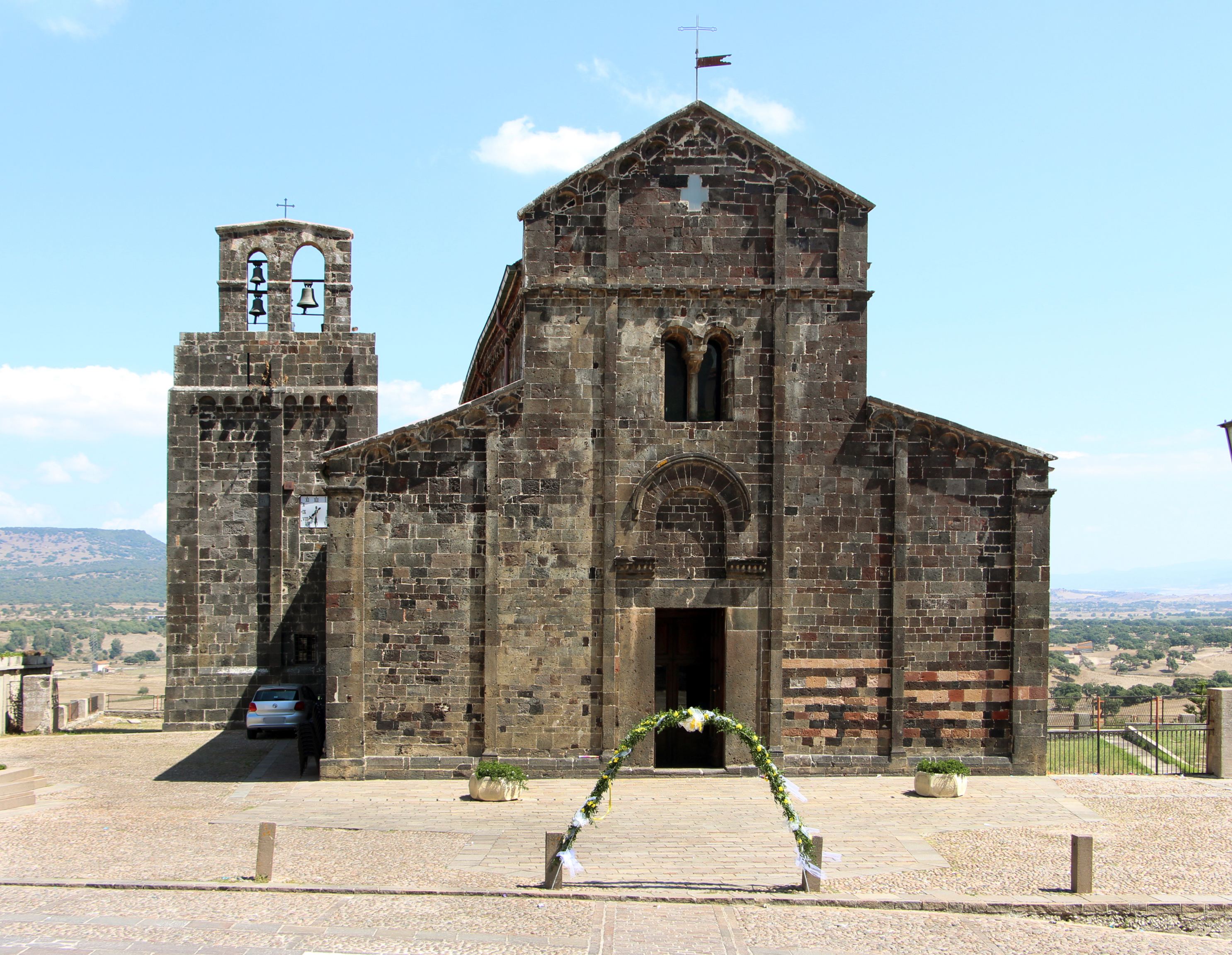
Chiesa palatina Santa Maria del Regno, Ardara

Gonario trascorse l'infanzia presso il Palazzo di Ardara, circondato da dame di corte e da precettori che gli insegnarono i rudimenti della lettura e scrittura.
Alla morte del padre Costantino (c. 1127-1128) essendo ancora minorenne, Gonario rimase sotto la protezione della madre (reggente del regno) e del tutore Ithoccor Gambella. La Corona de Logu stabilì comunque che Gonario era il legittimo erede alla successione in luogo del fratellastro Saltaro (figlio di primo letto di Marcusa) il quale si era distinto nella spedizione pisana per la conquista delle Baleari. Inoltre, Saltaro era sposato con una componente della nobile famiglia de Athen. Questi ultimi  cercarono di sfruttare questo momentaneo vuoto di reggenza effettiva per tentare di sovvertire il potere nel giudicato a proprio vantaggio..
In questa situazione di grave pericolo per l'incolumità di Gonario, Ithoccor Gambella portò il giovane a Porto Torres e lo imbarcò su una galea di mercanti pisani che lo portarono a Pisa. Il principe fu affidato al nobile Ugo degli Ebriaci con il compito di proteggerlo ed educarlo. Al compimento del diciassettesimo anno messer Ebriaci concesse a Gonario di sposare la propria figlia Maria.

### Investitura

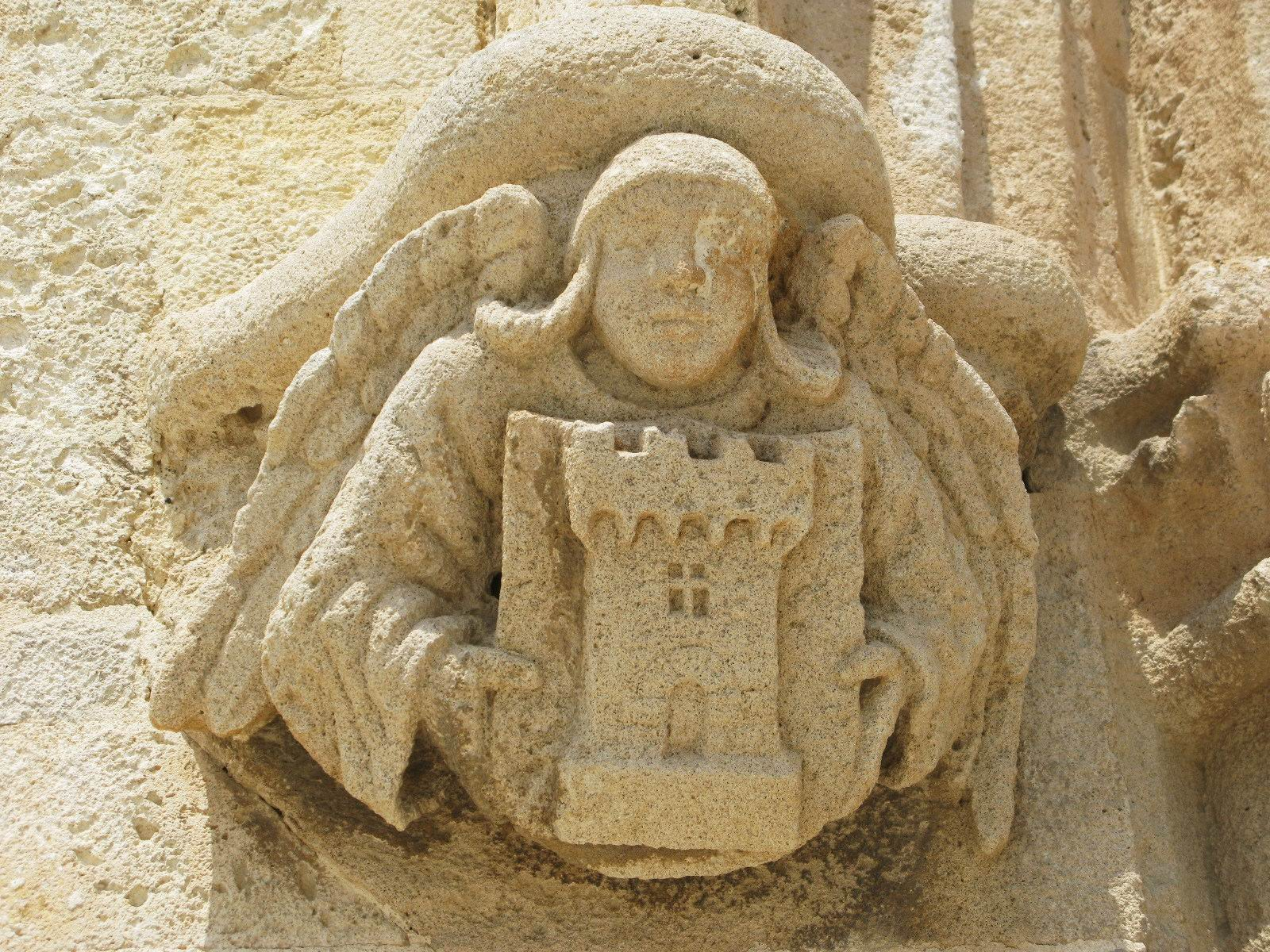
Stemma Giudicale di Torres - Basilica di San Gavino - Porto Torres

Tra l'estate del 1130 e l'estate del 1131, Gonario tornò in Sardegna accompagnato da sua moglie Maria, da messer Ebriaci e da altri nobili pisani con una flotta di quattro galee armate dallo stesso Ebriaci. Una volta sbarcato a Porto Torres, Gonario venne accolto con grandi feste e subito riconosciuto sovrano del Logudoro.
Ratificata dalla Corona de Logu l'investitura del giudice con l'attribuzione del bannus consensus (approvazione formale) e la consegna del baculum regale (scettro), Gonario impiegò i primi mesi di regno per consolidare il proprio potere. Innanzitutto, il giudice strinse formalmente amicizia con Pisa e con il Papato attraverso la firma di un documento del 6 marzo 1131 nel quale donava terre e privilegi all'Opera del Duomo di Pisa e nel quale giurava fedeltà a Ruggero, arcivescovo di Pisa e legato pontificio in Sardegna. Inoltre, non giudicando abbastanza sicuro il Palazzo di Ardara, Gonario si recò nel monte di Goceano per edificarvi un castello (oggi ne pressi di Burgos), sfruttando una posizione strategica e la probabile perizia tecnica del suocero Ebriaci, che ultimato il Castello, fece ritorno a Pisa. Il castello del Goceano fu la residenza più frequentata da Gonario, anche perché si trovava nella posizione più utile per fronteggiare le mire espansionistiche di Comita III di Arborea nei confronti del giudicato turritano.
Appena consolidatosi e rafforzatosi nel proprio potere, Gonario decise di muovere un'azione militare interna contro i suoi rivali, in particolar modo gli Athen di Pozzomaggiore che non avevano abbandonato i loro propositi di dominio sul Giudicato. Il Libellus Judicum Turritanorum riporta come Gonario intraprese una vera e propria missione per eliminare i suoi nemici e rivali, la quale ebbe fine con un'ultima cruda uccisione: forse superstiti alla battaglia sul campo, alcuni componenti della famiglia Athen si rifugiarono nella Chiesa di San Nicola di Trullas per trovare riparo (nel Medioevo, l'interno di una chiesa offriva un ideale ed intoccabile asilo) ma sfortunatamente vi trovarono la morte, venendo uccisi  dietro l'altare. Ricompensò i suoi alleati con ricchi lasciti, tra cui l'investitura a cavaliere del fidato Ithoccor Gambella, donandogli la Romangia ed i suoi ricchi fondi.. Inoltre, concesse ai mercanti dell'alleata Repubblica sovvenzioni tali nel commercio (di cuoio, granaglie, corallo e tessuti), da suscitare nuovamente l'ostilità di Genova e di Comita III di Arborea che avevano siglato accordi di reciproca protezione..
Durante il suo regno, Gonario rafforzò il giudicato e le sue relazioni internazionali. Come ci raccontano il Libellus Judicum ed il Condaghe di S. Pietro di Silki, egli amministrò la giustizia con equità e governò con saggezza.
Dalla moglie Maria ebbe quattro figli: Barisone (il futuro giudice Barisone II di Torres dal 1147 al c. 1191), Pietro (futuro giudice di Cagliari dal 1153 al 1189), Ittocore, Comita.
Durante il regno di Gonario, vi furono dei periodi di relativa pace con gli altri giudici sardi: infatti risale al 1146 l'unico evento nella storia della Sardegna giudicale in cui quattro giudici sono presenti insieme, ossia la consacrazione della nuova parrocchiale di Santa Maria alla presenza dell'arcivescovo di Pisa, Villano.

### Viaggio in Terrasanta

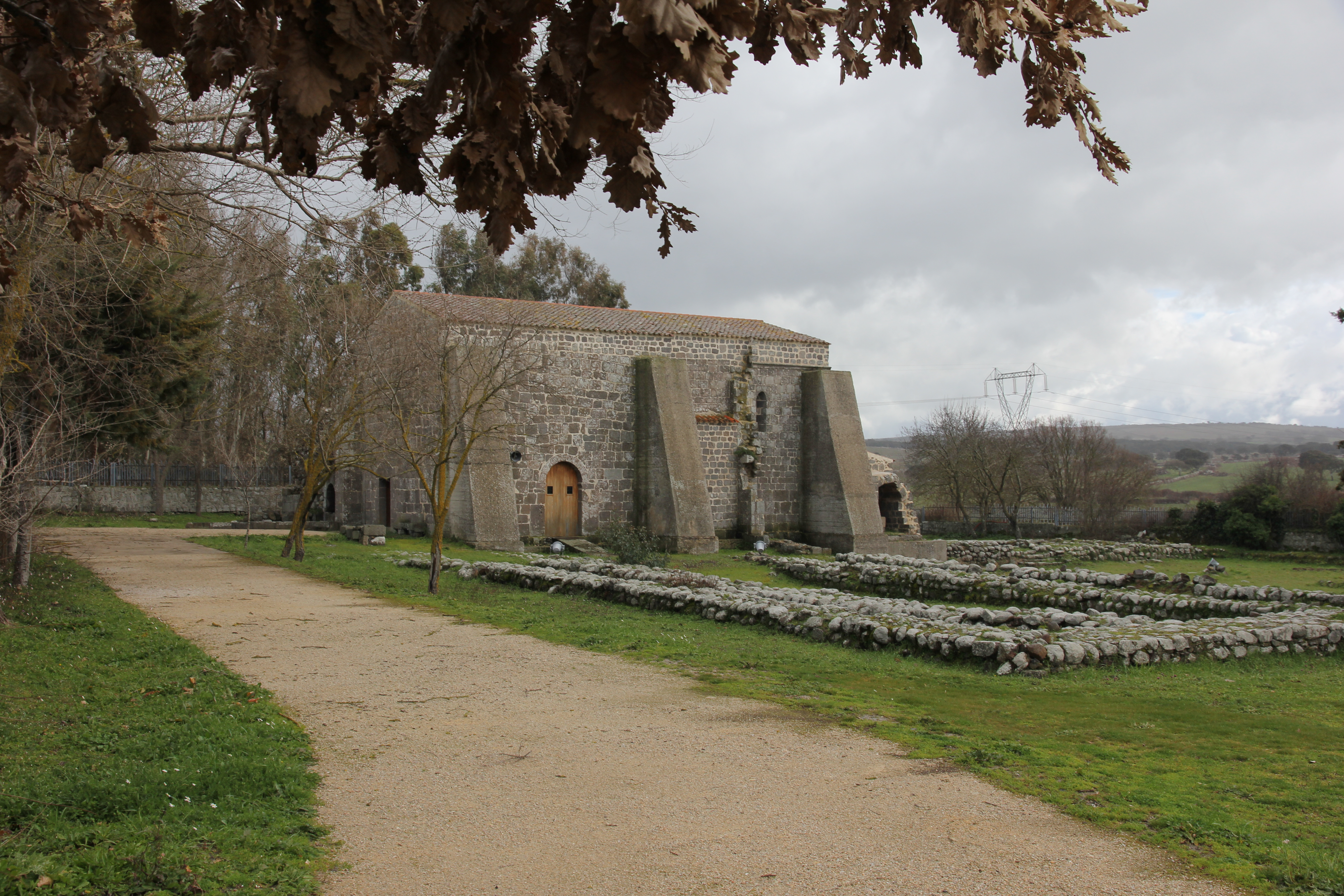
Sindia - Chiesa di Nostra Signora di Corte

Nel 1144 in Terra santa la Contea di Edessa cadde in mano ai turchi. In risposta all'appassionata azione predicatoria messa in atto da Bernardo di Chiaravalle, nel 1145 papa Eugenio III, con la bolla Quantum praedecessores, bandì una nuova Crociata per recuperare la perduta contea.
Nell'estate del 1147 Gonario partì per la Terrasanta per visitare il Santo Sepolcro. Durante il viaggio si fermò a Montecassino e, in quell'occasione, emanò un documento di conferma, in favore dell'abate Rainaldo di Collemezzo, di tutte le donazioni e concessioni fatte al cenobio nei documenti dai suoi predecessori..
Assai sensibile alla religione ed ai racconti delle vite dei santi che sentì probabilmente fin da bambino, Gonario intraprese il viaggio in Terrasanta più per motivi devozionali che non guerreschi, sebbene non dovette rimanere insensibile ai racconti sulle crociate ed alla figura di Bernardo di Chiaravalle. Compagni di viaggio di Gonario furono il vescovo di Sorres ed altri nobili sardi e pisani.
Il Libellus Judicum Turritanorum ci racconta che durante il viaggio di ritorno, passando per il reamen de Pula (la Puglia, ovvero l'Italia meridionale sotto i Normanni), seppe che a Montecassino era presente Bernardo di Chiaravalle e, fattosi ricevere da questi, a seguito di una lunga conversazione che lo impressionò intimamente, assunse con il santo l'obbligo di fondare un monastero cistercense nel Giudicato di Torres (Caputabbas presso Sindia), mentre Bernardo assunse l'impegno di inviare i monaci nel numero ritenuto necessario (150 monaci e 50 conversi).
Un'altra fonte autorevole, il De Miraculis del monaco Erberto, invece racconta che l'incontro tra Gonario e Bernardo avvenne presso la stessa abbazia di Clairvaux, dopo un pellegrinaggio al monastero di San Martino di Tours, santo all'epoca assai venerato nel regno di Torres. Durante questo incontro, San Bernardo vaticinò al giudice Gonario che, pur partendo, un giorno sarebbe ritornato a Clairvaux per rimanervi per sempre.
Pur nella discordanza delle due fonti, storicamente si accetta l'incontro tra Bernardo e Gonario dopo il pellegrinaggio in Terrasanta ma prima del suo rientro in Sardegna. Nell'estate del 1148 o nei primi mesi del 1149, Gonario ritornò nel suo regno di Logudoro profondamente scosso da questa esperienza umana e spirituale.
Secondo la tradizione, al 1148-1149 si deve la fondazione della prima abbazia cistercense sarda, l'abbazia di S. Maria di Corte o di Cabuabbas, oggi nel territorio di Sindia. A Gonario si deve l'ingresso e l'espansione dell'Ordine cistercense nel Logudoro nella seconda metà del XII secolo, il quale ebbe come suoi illustri rappresentanti diversi vescovi ed arcivescovi turritani, come Erberto, arcivescovo di Torres, e i monaci Augerio e Goffredo, vescovi di Sorres. Ancora oggi l'arcivescovo di Sassari porta i titoli onorifici di abate di Santa Maria di Paulis e priore di Santa Maria di Coros, un tempo le più importanti sedi cistercensi della diocesi Turritana.

### Crisi di coscienza

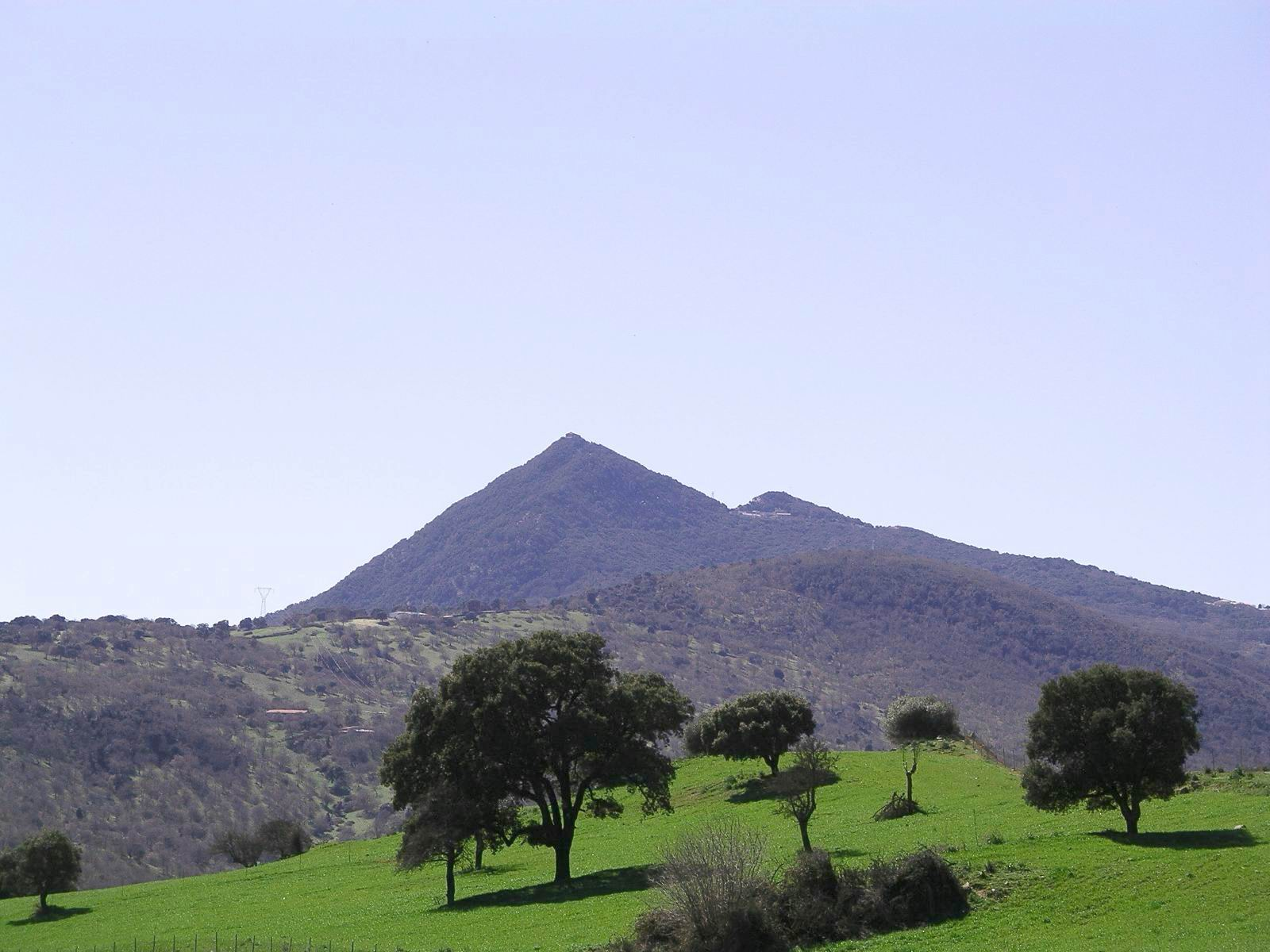
Monte Gonare - sulla cima si trova il santuario di Nostra Signora di Gonare.

Ormai quarantenne e memore della parole di San Bernardo, Gonario perse interesse per le cose di questo mondo (il medievale contemptus mundi) e decise di abbandonare il potere ed il governo del giudicato nel 1153, stesso anno della morte di San Bernardo. Dopo aver confermato le assegnazioni territoriali ai figli, ripose il suo regno nelle mani del primogenito Barisone, che già dal 1147 era coreggente insieme al padre e si diresse verso l'abbazia di Clairvaux. Probabilmente è in questo momento che la madre Marcusa si recò a Messina, fondando l'ospedale di S. Giovanni d'Oltremare, dove morì e fu sepolta.
Come cita il Chronicon Claravallense, Gonario entrò a Clairvaux nel 1154 per rimanervi fino alla morte. Gonario visse nel monastero a lungo, tanto che nel 1178 era ancora vivo, come viene ricordato dal monaco Erberto (futuro arcivescovo di Torres) che ne ammirò la sua perfezione spirituale e penitenziale «omnique gloria mundi deposita [...] iam annum quinque peragens in disciplina suxepti Ordinis assidue militat et expectat donec veniat immutatio eius».
Morì in tarda età come riferisce Corrado di Eberbach, probabilmente dopo il 1181 (data di ultimazione del De miraculis che non riporta la notizia della morte di Gonario) e forse anche dopo il 1192 (data di ultimazione del Chronicon Claravallense che non riporta la notizia della morte di Gonario) cum fama sanctitatis e fu sepolto presso l'ingresso della chiesa abbaziale del monastero di Clairvaux.
Gonario viene annoverato tra i beati dell'Ordine Cistercense (beatus Gumarus) ed il suo ricordo liturgico ricade il 19 luglio.

## Tradizioni

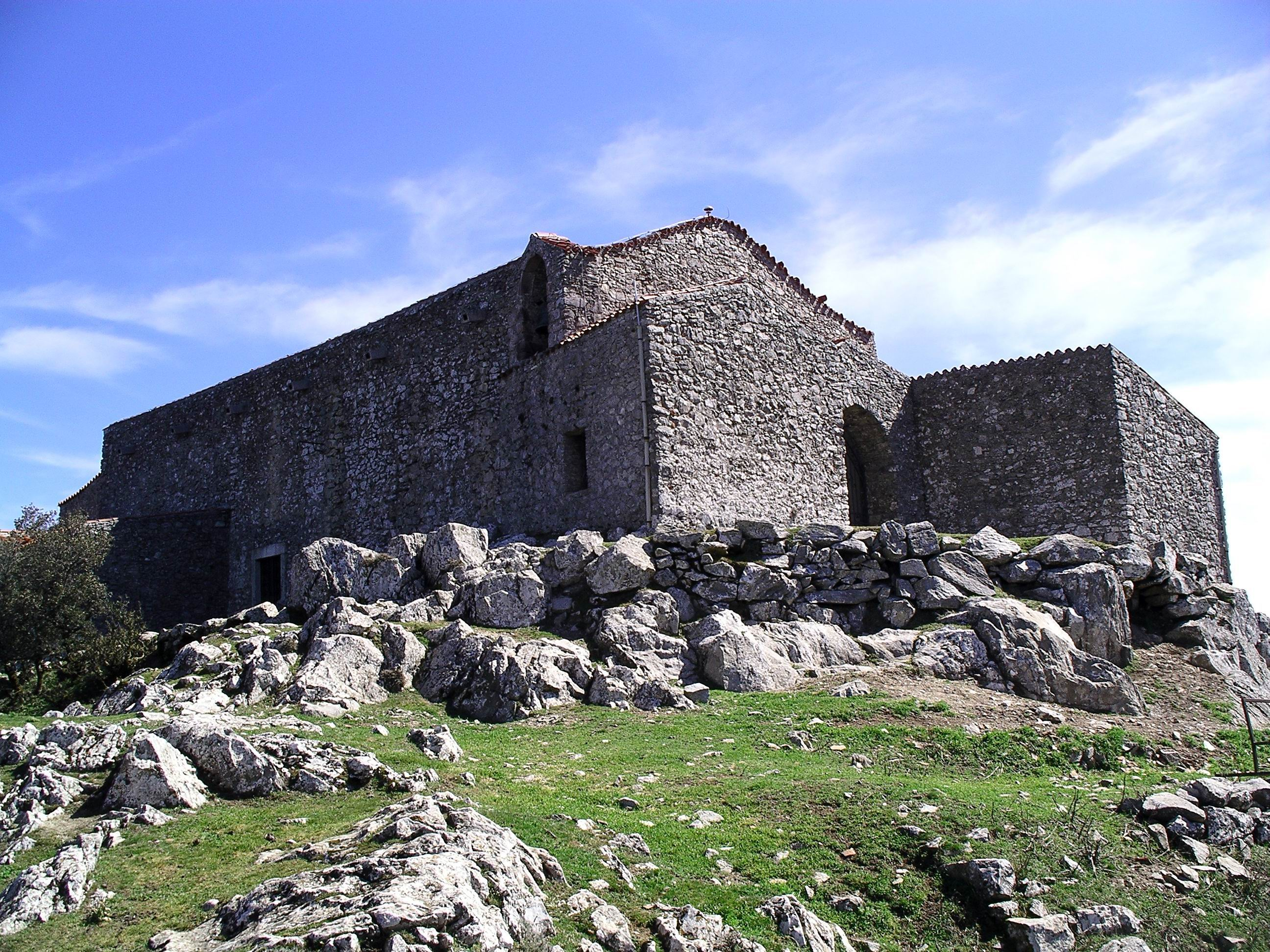
Chiesa di Nostra Segnora 'e Gonare, tra Orani e Sarule

Secondo la tradizione popolare, la chiesa di Nostra Signora de Gonare, tra Orani e Sarule, apice meridionale del Giudicato di Torres, venne fatta edificare da Gonario sulla vetta del Monte Gonare (1083 m s.l.m.) per sciogliere un voto alla Madonna.
Al rientro dal viaggio in Terra santa, al largo del Golfo di Sarule, Gonario avrebbe rischiato di fare naufragio. Egli si appellò alla Vergine, dopo di che gli apparse in miracolo la visione di un monte che gli servì per orientarsi verso la terraferma, salvandosi da morte certa. In quel monte (che si chiama Monte Gonare) il giudice fondò, come riconoscimento della grazia ricevuta, il santuario della Madonna di Gonare. Lo scampato naufragio ed il sogno sulla Madonna furono forse alla base della scelta monastica.

## Matrimonio e discendenza
Sposò Maria, figli del pisano Ugo degli Ebriaci da cui ebbe:
- Barisone II, suo successore dopo il pellegrinaggio a Gerusalemme[33];
- Comita, che alla partenza di suo padre ricevette le rendite della curatoria de Ogianu et Angione, probabilmente l'Anglona[34];
- Pietro Torchitorio III, giudice di Cagliari in quanto marito della primogenita di Costantino Salusio III, che ricevette dal padre le rendite della curatoria del Goceano[34]
- Ittocorre, che ricevette dal padre le rendite della curatoria di Planargia. Secondo il Libellus Judicum Turritanorum fondò il castello del Montiferro[34]